# Angelina
Angelina là một đô thị thuộc bang Santa Catarina, Brasil. Đô thị này có diện tích 500 km², dân số năm 2007 là 5322 người, mật độ 10,6 người/km².